# Unterseeboot 27 (1936)
Pour les articles homonymes, voir Unterseeboot 27.
Le Unterseeboot 27 ou U-27 est un sous-marin (U-Boot) allemand du type VII.A, utilisé par la Kriegsmarine pendant la Seconde Guerre mondiale.
Il est commandé dans le cadre du plan Z le 1er avril 1935 en violation du traité de Versailles qui proscrit la construction de ce type de navire par l'Allemagne.

## Historique
Mis en service le 12 août 1936, l'U-27 a servi de 1935 à 1939 au sein de la Unterseebootsflottille "Saltzwedel".
Il réalise sa première et unique patrouille, quittant le port de Wilhelmshaven, le 23 août 1939, sous les ordres de Johannes Franz pour observer les navires ennemis dans l'Atlantique Nord à l'ouest de l'Irlande. Lors de cette patrouille, il coule les chalutiers à vapeur britanniques Davara (ne faisant aucune victime parmi les douze marins à bord) et Rudyard Kipling (aucune victime parmi treize marins) pour un total de 624 tonneaux.
L'U-27 est coulé le 20 septembre 1939 à l'ouest de l'Écosse par des charges de profondeurs lancées par les destroyers britanniques HMS Fortune et HMS Forester à la position géographique de 58° 35′ N, 9° 02′ O. Les 38 membres d'équipage survivent à cette attaque et sont faits prisonniers.

## Affectations
- Unterseebootsflottille "Saltzwedel" du 12 août 1936 au 31 août 1939 à Kiel (service active)
- 2. Unterseebootsflottille du 1er au 20 septembre 1939 à Kiel (service active)

## Commandements
- Hans Ibbeken du 12 août 1936 au 4 octobre 1937
- Johannes Franz du 5 octobre 1937 au 5 juin 1939
- Kapitänleutnant Hans-Georg von Friedeburg du 6 juin au 8 juillet 1939
- Johannes Franz du 8 juillet au 20 septembre 1939

Nota: Les noms de commandants sans indication de grade signifie que leur grade n'est pas connu avec certitude à notre époque à la date de la prise de commandement.

## Navires coulés
L'Unterseeboot 27 a coulé 2 navires marchands ennemis pour un total de 624 tonneaux au cours de l'unique patrouille (29 jours en mer) qu'il effectua.
| Date              | Nom             | Nationalité | Tonnage (GRT) | Fait  |
| ----------------- | --------------- | ----------- | ------------- | ----- |
| 13 septembre 1939 | Davara          | Royaume-Uni | 291           | Coulé |
| 16 septembre 1939 | Rudyard Kipling | Royaume-Uni | 333           | Coulé |